# Pascal Koupaki
Pascal Koupaki, né le 18 mai 1951 à Cotonou, est un homme d'État béninois. 
Il occupe le poste de Premier ministre du 28 mai 2011 au 8 août 2013, sous la présidence de Thomas Boni Yayi.
Il est auparavant ministre du Développement depuis mai 2006.
Le 6 avril 2016, il est nommé ministre d'État et secrétaire général à la présidence de la République par le président Patrice Talon nouvellement élu.

## Biographie
Après une maîtrise en sciences économiques, planification, économétrie et statistiques à l’université nationale du Bénin, il obtient en 1977 un diplôme d'études supérieures spécialisées en analyse de projets à l'Institut d'études de développement économique et social de l'université Paris I Panthéon-Sorbonne, puis le diplôme supérieur en banque et finance, spécialisation théories macroéconomiques, banque, monnaie et crédit au Centre de formation de la Banque centrale des États de l'Afrique de l'Ouest (BCEAO), institution au sein de laquelle il occupera de 1979 à 1990 plusieurs fonctions telles que celles d'économiste principal, de directeur et d'assistant du gouverneur.
De décembre 1990 à décembre 1993, il est directeur adjoint de cabinet du Premier ministre de la Côte d’Ivoire. De février à septembre 1994, il est directeur au secrétariat général de la Commission bancaire de l'Union monétaire Ouest africaine. En septembre 1994, il devient conseiller du directeur adjoint du Fonds monétaire international.
En avril 1996, il est nommé directeur de cabinet du Premier ministre du Bénin. En 1998, après la démission de ce dernier, Pascal Koupaki retourne à la BCEAO, où il poursuit sa carrière occupant les postes de directeur des études, de directeur du développement des études économiques et de la monnaie et de conseiller spécial du gouverneur. À ce dernier titre, il est membre du Gouvernement de la BCEAO jusqu'à son départ définitif de la banque, en avril 2006.
Le président de la république du Bénin, élu en avril 2006, le nomme ministre du Développement, de l'Économie et des Finances. En juin 2007, il devient ministre d'État chargé de la Prospective, du Développement, de l'Évaluation des politiques publiques et de la Coordination de l'action gouvernementale. En mai 2011, il est nommé Premier ministre chargé de la Coordination de l'action gouvernementale, de l'Évaluation des Politiques publiques, du Programme de dénationalisation et du Dialogue social. Il occupe cette fonction jusqu'en août 2013.
Pascal Koupaki termine 5e (sur 33 candidats) de la présidentielle 2016 avec 5,85 % des voix,.

## Publications
Initiateur du concept de la Nouvelle Conscience, il en a écrit deux livrets :
- Ce que je crois[7]
- Le chemin de la conscience[8]